# Федорково (Островський район)
Федорково (рос. Фёдорково) — присілок в Островському районі Костромської області Російської Федерації.
Населення становить 14 осіб. Входить до складу муніципального утворення Островське сільське поселення.

## Історія
Від 1944 року населений пункт належить до Костромської області.
Від 2007 року входить до складу муніципального утворення Островське сільське поселення.

## Населення
1. Н/Д[2]